# Eremobina albertina
Eremobina albertina är en fjärilsart som beskrevs av George Francis Hampson 1908. Eremobina albertina ingår i släktet Eremobina och familjen nattflyn. Inga underarter finns listade i Catalogue of Life.